# Guatemala op de Olympische Zomerspelen 2012
Guatemala nam deel aan de Olympische Zomerspelen 2012 in Londen, Verenigd Koninkrijk.
Bij de dertiende deelname van Guatemala aan de Olympische Zomerspelen werd voor het eerst een medaille gewonnen. Erick Barrondo won de zilveren medaille op het atletiek onderdeel 20 kilometer snelwandelen.

## Medailleoverzicht
| Sport    | Olympiër       | Onderdeel              | Medaille |
| -------- | -------------- | ---------------------- | -------- |
| Atletiek | Erick Barrondo | 20 km snelwandelen (m) | Zilver   |

## Deelnemers en resultaten
(m) = mannen, (v) = vrouwen

### Atletiek
| Olympiër          | Onderdeel             | Resultaat | Prestatie         |
| ----------------- | --------------------- | --------- | ----------------- |
| José Amado García | marathon (m)          | 38e       | 2:18.23           |
| Erick Barrondo    | 20km snelwandelen (m) | Zilver    | 1:18.57           |
| Erick Barrondo    | 50km snelwandelen 'm) | DSQ       | gediskwalificeerd |
| Jaime Quiyuch     | 50km snelwandelen 'm) | DSQ       | gediskwalificeerd |
|                   |                       |           |                   |
| Jamy Franco       | 20km snelwandelen (v) | 31e       | 1:33.18           |
| Mayra Herrera     | 20km snelwandelen (v) | 46e       | 1:35.33           |
| Mirna Ortiz       | 20km snelwandelen (v) | DSQ       | gediskwalificeerd |

### Badminton
| Olympiër     | Onderdeel     | Resultaat | Prestatie |
| ------------ | ------------- | --------- | --- |
| Kevin Cordón | enkelspel (m) | 9e        | groep M: 1ste W van SWE Hurskainen: 15-21,21-12,21-14 W van GBR Ouseph: 12-21,21-17,21-19 2de ronde: V van JPN Sasaki: 21-23,10-21 |

### Gewichtheffen
| Olympiër         | Onderdeel  | Resultaat | Prestatie                                                    |
| ---------------- | ---------- | --------- | ------------------------------------------------------------ |
| Christian López  | +105kg (m) | 15e       | trekken: 16de met 172kg stoten: 14de met 215kg totaal: 387kg |
|                  |            |           |                                                              |
| Astrid Camposeco | +75kg (v)  | 11e       | 'trekken: 12de met 93kg stoten: 11de met 115kg totaal: 208kg |

### Gymnastiek
| Olympiër        | Onderdeel    | Resultaat | Prestatie |
| --------------- | ------------ | --------- | --- |
| Ana Sofía Gómez | meerkamp (v) | 22e       | kwalificatie: 16de vloer: 14,000 punten sprong: 14,533 punten brug ongelijke leggers: 13,266 punten balk: 14,333 totaal: 56,132 punten finale: 22ste vloer: 13,400 punten sprong: 14,633 punten brug ongelijke leggers: 13,733 punten balk: 13,133 punten totaal: 54,899 punten |

### Judo
| Olympiër        | Onderdeel  | Resultaat | Prestatie                             |
| --------------- | ---------- | --------- | ------------------------------------- |
| Darrel Castillo | +100kg (m) | 17e       | 1ste ronde: V van JPN Kamikawa: ippon |

### Moderne vijfkamp
| Olympiër        | Onderdeel | Resultaat | Prestatie   |
| --------------- | --------- | --------- | ----------- |
| Andrei Gheorghe | mannen    | 31e       | 5368 punten |

### Schietsport
| Olympiër         | Onderdeel            | Resultaat | Prestatie                                              |
| ---------------- | -------------------- | --------- | ------------------------------------------------------ |
| Sergio Sánchez   | 50m pistool (m)      | 36e       | kwalificatie: 36ste met 533 punten (91-90-88-89-89-86) |
| Sergio Sánchez   | 10m luchtpistool (m) | 42e       | kwalificatie: 42ste met 565 punten (96-95-93-95-96-90) |
| Jean Pierre Brol | trap (m)             | 28e       | kwalificatie: 28ste met 116 punten (25-22-24-22-23)    |

### Taekwondo
| Olympiër         | Onderdeel | Resultaat | Prestatie                                                                                                   |
| ---------------- | --------- | --------- | --- |
| Elizabeth Zamora | -49kg (v) | 5e        | 1ste ronde: V van CHN Wu: 2-10 herkansingen: W van JPN Kasahara: 6-2 bronzen finale: V van THA Sonkham: 0-8 |

### Wielersport
| Olympiër     | Onderdeel        | Resultaat | Prestatie      |
| ------------ | ---------------- | --------- | -------------- |
| Manuel Rodas | wegwedstrijd (m) | DNF       | niet gefinisht |

### Zeilen
| Olympiër            | Onderdeel        | Resultaat | Prestatie                                   |
| ------------------- | ---------------- | --------- | ------------------------------------------- |
| Juan Ignacio Maegli | laser (m)        | 9e        | 108 punten: (1-10-7-13-5-20-7-10-21-21-7)   |
|                     |                  |           |                                             |
| Andrea Aldana       | laser radial (v) | 32e       | 2557 punten: (24-36-34-39-38-8-24-33-29-31) |

### Zwemmen
| Olympiër    | Onderdeel           | Resultaat | Prestatie             |
| ----------- | ------------------- | --------- | --------------------- |
| Kevin Ávila | 100m vrije slag (m) | 38e       | serie 3: 2de in 51,44 |

Afghanistan · Albanië · Algerije · Amerikaanse Maagdeneilanden · Amerikaans-Samoa · Andorra · Angola · Antigua en Barbuda · Argentinië · Armenië · Aruba · Australië · Azerbeidzjan · Bahama's · Bahrein · Bangladesh · Barbados · België · Belize · Benin · Bermuda · Bhutan · Bolivia · Bosnië en Herzegovina · Botswana · Brazilië · Britse Maagdeneilanden · Brunei · Bulgarije · Burkina Faso · Burundi · Cambodja · Canada · Centraal-Afrikaanse Republiek · Chili · China · Chinees Taipei · Colombia · Comoren · Congo-Brazzaville · Congo-Kinshasa · Cookeilanden · Costa Rica · Cuba · Cyprus · Denemarken · Djibouti · Dominica · Dominicaanse Republiek · Duitsland · Ecuador · Egypte · El Salvador · Equatoriaal-Guinea · Eritrea · Estland · Ethiopië · Fiji · Filipijnen · Finland · Frankrijk · Gabon · Gambia · Georgië · Ghana · Grenada · Griekenland · Groot-Brittannië · Guam · Guatemala · Guinee · Guinee‑Bissau · Guyana · Haïti · Honduras · Hongarije · Hongkong · Ierland · IJsland · India · Indonesië · Irak · Iran · Israël · Italië · Ivoorkust · Jamaica · Japan · Jemen · Jordanië · Kaaimaneilanden · Kaapverdië · Kameroen · Kazachstan · Kenia · Kirgizië · Kiribati · Koeweit · Kroatië · Laos · Lesotho · Letland · Libanon · Liberia · Libië · Liechtenstein · Litouwen · Luxemburg · Macedonië · Madagaskar · Malawi · Maldiven · Maleisië · Mali · Malta · Marshalleilanden · Marokko · Mauritanië · Mauritius · Mexico · Micronesië · Moldavië · Monaco · Mongolië · Montenegro · Mozambique · Myanmar · Namibië · Nauru · Nederland · Nepal · Nicaragua · Nieuw-Zeeland · Niger · Nigeria · Noord-Korea · Noorwegen · Oeganda · Oekraïne · Oezbekistan · Oman · Oostenrijk · Oost-Timor · Pakistan · Palau · Palestina · Panama · Papoea-Nieuw-Guinea · Paraguay · Peru · Polen · Portugal · Puerto Rico · Qatar · Roemenië · Rusland · Rwanda · Saint Kitts en Nevis · Saint Lucia · Saint Vincent en Grenadines · Salomonseilanden · Samoa · San Marino · Sao Tomé en Principe · Saoedi-Arabië · Senegal · Servië · Seychellen · Sierra Leone · Singapore · Slovenië · Slowakije · Soedan · Somalië · Spanje · Sri Lanka · Suriname · Swaziland · Syrië · Tadzjikistan · Tanzania · Thailand · Togo · Tonga · Trinidad en Tobago · Tsjaad · Tsjechië · Tunesië · Turkije · Turkmenistan · Tuvalu · Uruguay · Vanuatu · Venezuela · Verenigde Arabische Emiraten · Verenigde Staten · Vietnam · Wit-Rusland · Zambia · Zimbabwe · Zuid-Afrika · Zuid-Korea · Zweden · Zwitserland · Onafhankelijke atleten